# Fábio Ramalho da Silva
Fábio Ramalho da Silva (São Roque, 16 de janeiro de 1981), conhecido apenas por Fábio Ramalho, é um comerciante e político brasileiro que exerce atualmente o cargo de deputado estadual pela Paraíba, além de ter sido vereador por 2 mandatos (2005 a 2012) e prefeito do município de Lagoa Seca entre 2017 e 2022. É atualmente filiado ao PSDB.

## Carreira política
Iniciou a carreira política em 2004, quando foi eleito vereador de Lagoa Seca pelo PT com 483 votos. 4 anos depois, filiado ao PRP, reelegeu-se com 1.071 votos.
Em 2012, concorreu pela primeira vez à prefeitura de Lagoa Seca pelo PSD, sendo derrotado com 7.295 votos, contra 8.382 do prefeito eleito José Tadeu (PSC, e não disputou nenhum cargo na eleição estadual de 2014.
Em 2016, pelo PSDB, foi eleito prefeito de Lagoa Seca ao superar Diego do Veleiro (PMDB) com larga vantagem de votos (10.389 contra 4.987). Eles voltariam a se enfrentar na eleição de 2020 (ocorrida em novembro devido à pandemia de COVID-19), novamente com vitória de Fábio Ramalho, que, ao obter 12.466 votos (seu rival, então filiado ao Cidadania. recebeu apenas 2.410), que o tornou o prefeito mais votado da história do município.
Em março de 2022, anunciou sua renúncia ao cargo para disputar uma vaga na Assembleia Legislativa da Paraíba, sendo substituído pela vice, Dalva Lucena (PP). Com 48.260 votos, foi o deputado estadual mais votado do PSDB e o quarto com a maior votação geral.
Em outubro de 2023, foi escolhido por aclamação como novo presidente do PSDB na Paraíba, substituindo o ex-deputado federal Pedro Cunha Lima.